# Saint-Martin-d'Ardèche
Pour les articles homonymes, voir Saint-Martin.
Saint-Martin-d'Ardèche est une commune française située dans le département de l'Ardèche, en région Auvergne-Rhône-Alpes.

## Géographie
La commune de Saint-Martin-d'Ardèche se situe à l'extrême sud-est du département de l'Ardèche et s'étend sur 533 hectares (5,33 km2). Pour l'essentiel - du Ranc Pointu, sis en amont, dans les gorges, jusqu'au village - son territoire est limité au midi par la rivière qui a donné son nom au département en 1793 et qui marque à ce niveau la limite départementale avec le Gard et avec la commune d'Aiguèze. Saint-Martin dépendait d'ailleurs de celle-ci sous l'Ancien Régime.

### Lieux-dits, hameaux et écarts
Hameaux anciens de Sauze à l'ouest (côté gorges de l'Ardèche) et les Granges (à mi-chemin de Sauze et du centre-village, face à Aiguèze). Nouvelles zones urbanisées : quartier des Alliberts, du Maras, du Bas-Pompère, du Travers-du-Haut-Plan.

### Communes limitrophes
À l'est et au nord-est, Saint-Martin-d'Ardèche est limitrophe des communes de Saint-Just-d'Ardèche et de Saint-Marcel-d'Ardèche. À l'ouest et au sud, d'Aiguèze et de Saint-Julien-de-Peyrolas, situées dans le département du Gard.

### Géologie et relief
Saint-Martin-d'Ardèche se situe à la fin des gorges de l'Ardèche. Le milieu naturel y est constitué de garrigues, forêts, rivières, sources, falaises et grottes. Le village comporte d'importants risques d'inondation, étant bordé par la rivière de l'Ardèche.
Le sol est de type alluvionnaire et karstique.

### Climat
Pour des articles plus généraux, voir Climat d'Auvergne-Rhône-Alpes et Climat de l'Ardèche.
En 2010, le climat de la commune est de type climat méditerranéen altéré, selon une étude du CNRS s'appuyant sur une série de données couvrant la période 1971-2000. En 2020, Météo-France publie une typologie des climats de la France métropolitaine dans laquelle la commune est exposée à un climat méditerranéen et est dans la région climatique Provence, Languedoc-Roussillon, caractérisée par une pluviométrie faible en été, un très bon ensoleillement (2 600 h/an), un été chaud (21,5 °C), un air très sec en été, sec en toutes saisons, des vents forts (fréquence de 40 à 50 % de vents > 5 m/s) et peu de brouillards.
Pour la période 1971-2000, la température annuelle moyenne est de 13,7 °C, avec une amplitude thermique annuelle de 18,2 °C. Le cumul annuel moyen de précipitations est de 867 mm, avec 6,1 jours de précipitations en janvier et 3,4 jours en juillet. Pour la période 1991-2020, la température moyenne annuelle observée sur la station météorologique de Météo-France la plus proche, sur la commune de Pont-Saint-Esprit à 8 km à vol d'oiseau, est de 14,2 °C et le cumul annuel moyen de précipitations est de 829,8 mm,. Pour l'avenir, les paramètres climatiques de la commune estimés pour 2050 selon différents scénarios d'émission de gaz à effet de serre sont consultables sur un site dédié publié par Météo-France en novembre 2022.

### Zone naturelle
Au nord et à l'ouest, sur les coteaux et près de la moitié de la superficie de la commune, ce sont des étendues de garrigues et de chênes verts. Sur quelques versants de collines et sur l'étroite plaine qui suit, soit sur près de 300 ha de surfaces agricoles utilisées (SAU), on compte environ 170 ha de vignes, une cinquantaine d'hectares de céréales mais moins de 10 ha en vergers alors que les plantations de cerisiers faisaient avant-guerre la prospérité des exploitants. La production de vin est de très haute qualité, notamment dans les AOC « Côtes du Rhône » et « Côtes du Rhône Village ».

## Urbanisme

### Typologie
Au 1er janvier 2024, Saint-Martin-d'Ardèche est catégorisée bourg rural, selon la nouvelle grille communale de densité à 7 niveaux définie par l'Insee en 2022.
Elle est située hors unité urbaine. Par ailleurs la commune fait partie de l'aire d'attraction de Pierrelatte, dont elle est une commune de la couronne,. Cette aire, qui regroupe 17 communes, est catégorisée dans les aires de moins de 50 000 habitants,.

### Occupation des sols
L'occupation des sols de la commune, telle qu'elle ressort de la base de données européenne d’occupation biophysique des sols Corine Land Cover (CLC), est marquée par l'importance des territoires agricoles (43 % en 2018), en diminution par rapport à 1990 (56,8 %). La répartition détaillée en 2018 est la suivante : 
cultures permanentes (37,5 %), zones urbanisées (24,1 %), forêts (16,3 %), milieux à végétation arbustive et/ou herbacée (13,5 %), zones agricoles hétérogènes (5,6 %), eaux continentales (3,1 %).
L'évolution de l’occupation des sols de la commune et de ses infrastructures peut être observée sur les différentes représentations cartographiques du territoire : la carte de Cassini (XVIIIe siècle), la carte d'état-major (1820-1866) et les cartes ou photos aériennes de l'IGN pour la période actuelle (1950 à aujourd'hui).

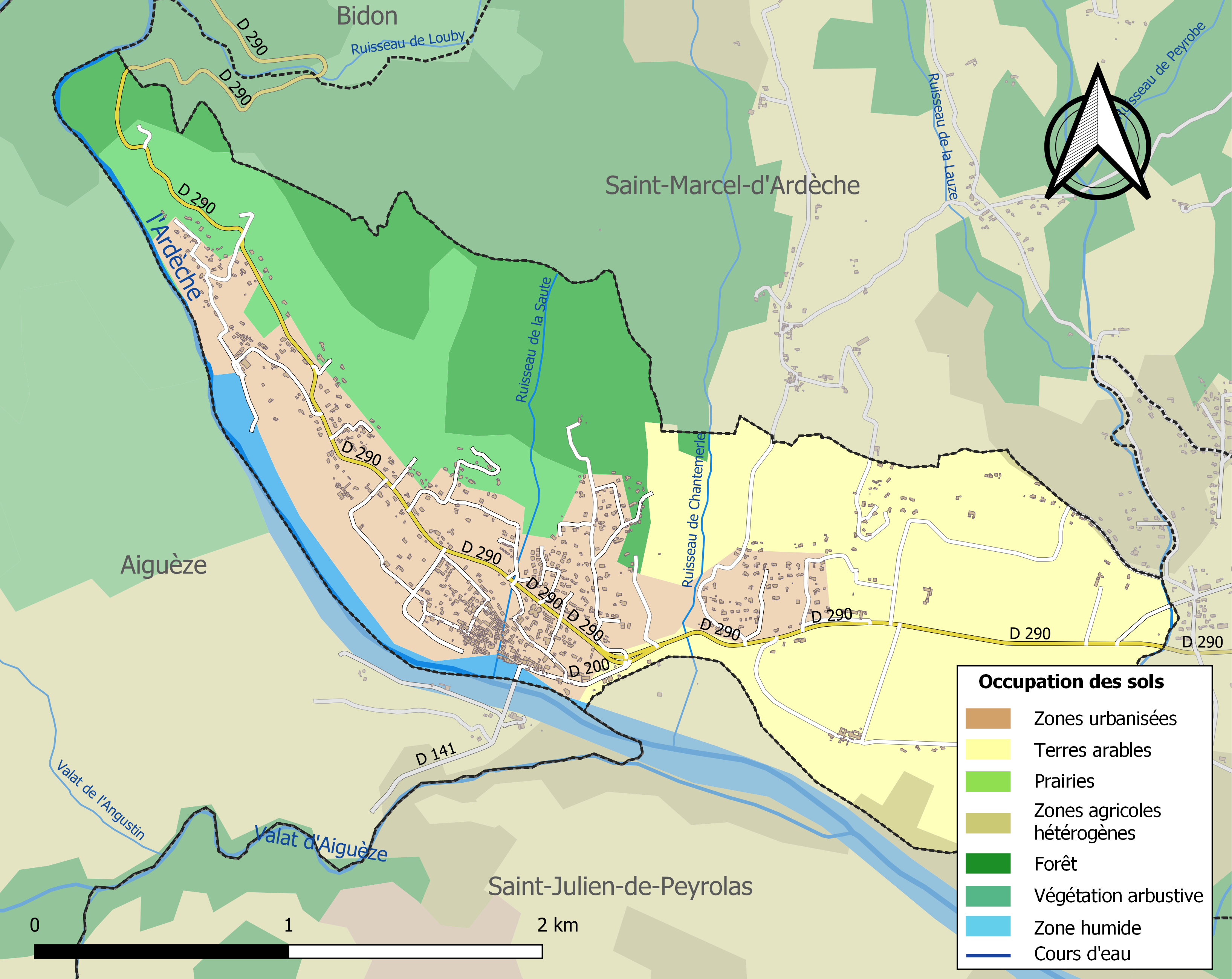
Carte des infrastructures et de l'occupation des sols de la commune en 2018 (CLC).

## Histoire

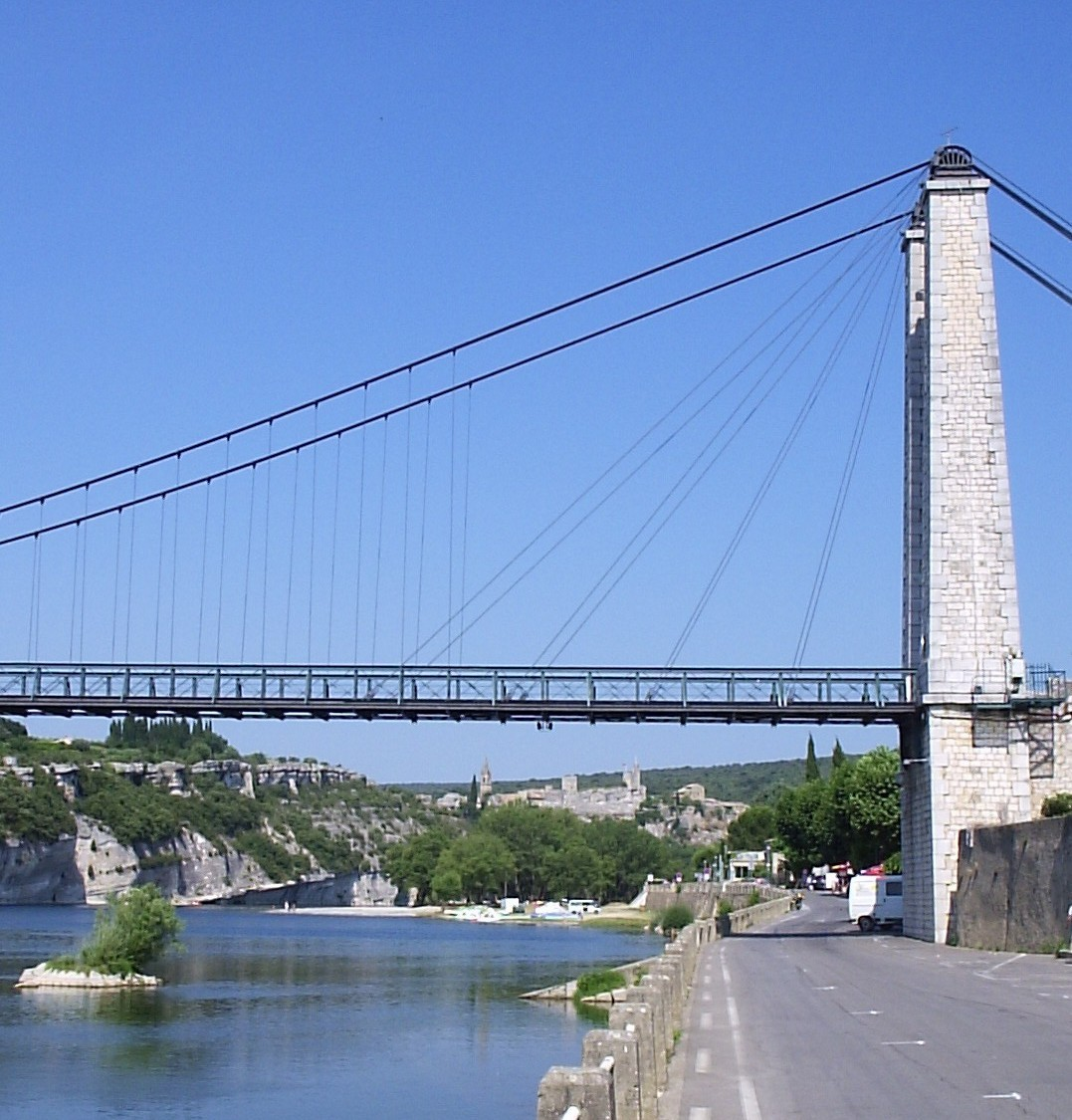
Le Pont.

Le village a été très tôt un lieu de passage pour pèlerins et voyageurs. Hameau de pêcheurs et de bateliers établis sur un des gués permettant de traverser l'Ardèche (en dehors des périodes de crue), Saint-Martin « de la Peyre » (de la Pierre) dépend d'Aiguèze (village de Rasclets) dont le donjon domine la vallée, donc du duché d'Uzès : peu ou pas de mention avant début XVIe siècle, avec l'érection du château du Bosquet par l'évêque de Viviers voisin. Les deux communautés ont destin lié jusqu'à la Révolution et à la création des départements : Aiguèze dans le Gard (dans le canton de Pont-Saint-Esprit) et Saint-Martin de la Pierre devient Saint-Martin-d'Ardèche (dans le canton de Bourg-Saint-Andéol).

### Anecdotes
Par mesure de rétorsion narquoise, et parce que Saint-Martin a souvent été inondé par les crues de l'Ardèche, les Aiguézois surnomment les Saint-Martinois les « Trempo-quieù » (« trempe-cul »).
Un pont de pierre reliant Saint-Martin à Aiguèze, bâti en 1895, ayant été emporté par une crue en 1900, un pont suspendu a été ouvert à la circulation en 1905 - et inauguré officiellement... en juillet 2005.

## Politique et administration

### Liste des maires
| Période                                  | Période          | Identité            | Étiquette     | Qualité |
| ---------------------------------------- | ---------------- | ------------------- | ------------- | --- |
| Les données manquantes sont à compléter. |                  |                     |               | |
| 1900                                     | 1901 (démission) | Alexis Robert       |               | |
| 1901                                     | mai 1908         | Alphonse Suau       | Réactionnaire | |
| mai 1908                                 | 1914             | Paul Roman          |               | |
| 1914                                     | 1918             | Benjamin Charmasson |               | Conseiller municipal, remplace le maire Paul Roman, mobilisé                                                 |
| décembre 1919                            | mai 1925         | Maurice Suau        |               | |
| mai 1925                                 | 1956 (décès)     | Julien Roman        | Rad.          | Propriétaire Conseiller général                                                                              |
| 1956                                     | juin 1995        | André Montmard      | DVD           | Directeur d'un cabinet d'architecte Président du Syndicat de Gestion des Gorges de l'Ardèche                 |
| juin 1995                                | mars 2008        | Jean-Pierre Humez   | DVG           | Principal de collège                                                                                         |
| mars 2008                                | mars 2014        | Louis Jeannin       | DVG           | |
| mars 2014                                | juillet 2020     | Christine Malfoy    | PS            | Ingénieur Présidente du Syndicat de Gestion des Gorges de l'Ardèche Conseillère départementale (depuis 2015) |
| juillet 2020                             | janvier 2022     | Daniel Del Vas      |               | Retraité |
| janvier 2022                             | En cours         | Daniel Archambault  |               | Retraité |

## Population et société

### Démographie
Sur un territoire exigu de 550 hectares, la population saint-martinoise a rattrapé et dépassé (env. 850 hab. à fin 2007) celle de son voisin et fief Aiguèze.

L'évolution du nombre d'habitants est connue à travers les recensements de la population effectués dans la commune depuis 1793. Pour les communes de moins de 10 000 habitants, une enquête de recensement portant sur toute la population est réalisée tous les cinq ans, les populations de référence des années intermédiaires étant quant à elles estimées par interpolation ou extrapolation. Pour la commune, le premier recensement exhaustif entrant dans le cadre du nouveau dispositif a été réalisé en 2004.

En 2022, la commune comptait 941 habitants, en évolution de −5,52 % par rapport à 2016 (Ardèche : +2,48 %, France hors Mayotte : +2,11 %).
| 1793 | 1800 | 1806 | 1821 | 1831 | 1836 | 1841 | 1846 | 1851 |
| ---- | ---- | ---- | ---- | ---- | ---- | ---- | ---- | ---- |
| 386  | 403  | 431  | 489  | 521  | 575  | 600  | 589  | 630  |

| 1856 | 1861 | 1866 | 1872 | 1876 | 1881 | 1886 | 1891 | 1896 |
| ---- | ---- | ---- | ---- | ---- | ---- | ---- | ---- | ---- |
| 629  | 633  | 611  | 587  | 593  | 531  | 524  | 526  | 511  |

| 1901 | 1906 | 1911 | 1921 | 1926 | 1931 | 1936 | 1946 | 1954 |
| ---- | ---- | ---- | ---- | ---- | ---- | ---- | ---- | ---- |
| 482  | 444  | 422  | 380  | 355  | 326  | 339  | 324  | 295  |

| 1962 | 1968 | 1975 | 1982 | 1990 | 1999 | 2004 | 2006 | 2009 |
| ---- | ---- | ---- | ---- | ---- | ---- | ---- | ---- | ---- |
| 343  | 365  | 336  | 380  | 537  | 642  | 784  | 815  | 886  |

| 2014 | 2019 | 2022 | - | - | - | - | - | - |
| ---- | ---- | ---- | - | - | - | - | - | - |
| 986  | 949  | 941  | - | - | - | - | - | - |

## Tourisme
La découverte de la nature née de la vogue du thermalisme en Ardèche, en particulier à Vals-les-Bains, marque l'histoire du village de paysans et bateliers : dès la première moitié du XXe siècle. À partir des années 1950, Saint-Martin devient un lieu de villégiature. Les transformations de la vallée du Rhône, avec le canal de Donzère-Mondragon puis les installations de Marcoule et Eurodif, parallèlement à l'ouverture à travers la garrigue de la route touristique des gorges vers Vallon-Pont-d'Arc et l'invention des canoës en plastique font de Saint-Martin un lieu de vacances qui fait décupler sa population estivale et s'installer nombre de résidents secondaires.
La réalisation de la « Route touristique des gorges » (RTGA) permet à des centaines de milliers de visiteurs de découvrir ou revisiter la contrée. La réserve naturelle nationale des gorges de l'Ardèche a fêté ses trente ans en 2010. Le village est labellisé « station verte » (2002). Classée 7e en juin 2006 au « Palmarès des Lieux de Vacances » du Nouvel Observateur. Plusieurs établissements sont cités (entre autres) au Guide du routard.

## Culture locale et patrimoine
Les premières « grottes ornées » ont été inventées par l'instituteur local Léopold Chiron peu d'années avant l'invention Altamira (grotte Chabot à Aiguèze (Gard), des Deux-Ouvertures, du Figuier).
Des fouilles commencées au milieu du XXe siècle ont été reprises depuis quelques années (sous la direction de Marie-Hélène Moncel, du Muséum d'histoire naturelle) sur le site de l'abri du Maras, site néandertalien (atteignant -90 000 ans).

### Patrimoine religieux
- Église Saint-Martin de Saint-Martin-d'Ardèche des XIe-XIIIe siècles et clocher XIXe siècle.

### Lieux et monuments
- Atout majeur : la vue sur le village d'Aiguèze
- Maison du peintre surréaliste Leonora Carrington : achetée par le peintre et romancière en 1937, elle y a vécu avec l'artiste surréaliste Max Ernst, qui l'a décorée de ses sculptures, de 1938 à 1941. Généralement connue comme Maison de Max Ernst, classée monument historique (privée).
- Château du Bosquet : classé monument historique (privé).
- Les gorges de l'Ardèche : débarcadère pour les descentes des gorges en canoës-kayaks.
- Entrée de la réserve naturelle des gorges de l'Ardèche : zone étendue sur onze communes.
- Aven Meunier : grottes ornées de Basse-Ardèche, où a été découvert une pierre sculptée (andromorphe), actuellement exposée au musée archéologique d'Orgnac-l'Aven).
- Le Ranc Pointu et ses grottes préhistoriques qui dominent l'Ardèche.
- Grotte des Deux Ouvertures.
- Grotte Huchard.
- Dolmen (ruine) : quartier de Feuillet (il y en a 800 en Basse-Ardèche).
- Site préhistorique du Figuier.
- Pont suspendu : mis en service en 1905[18], il franchit l'Ardèche et relie Saint-Martin-d'Ardèche à Aiguèze dans le département du Gard.

Lieux et monuments
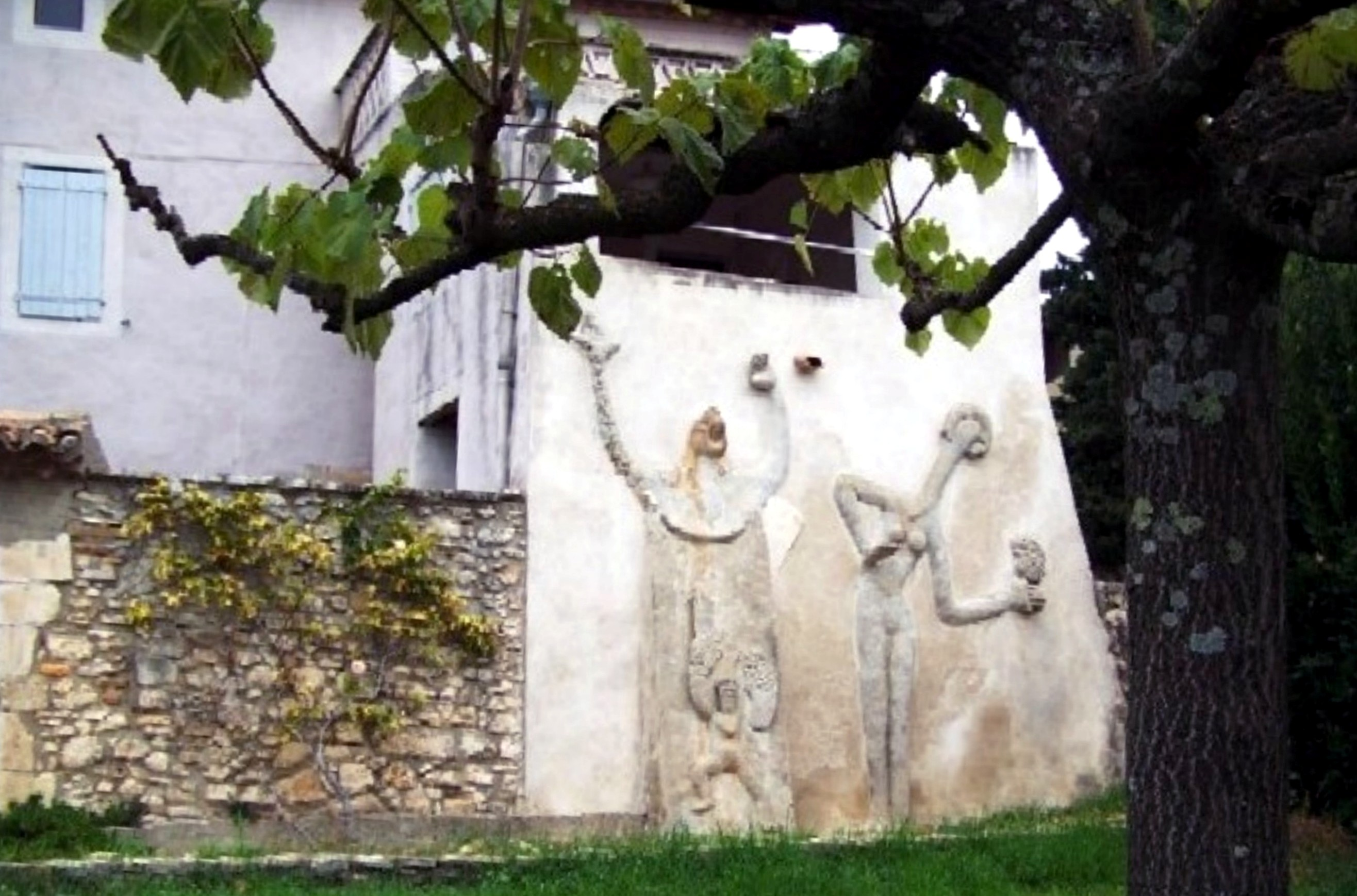
Sculptures murales de Max Ernst.
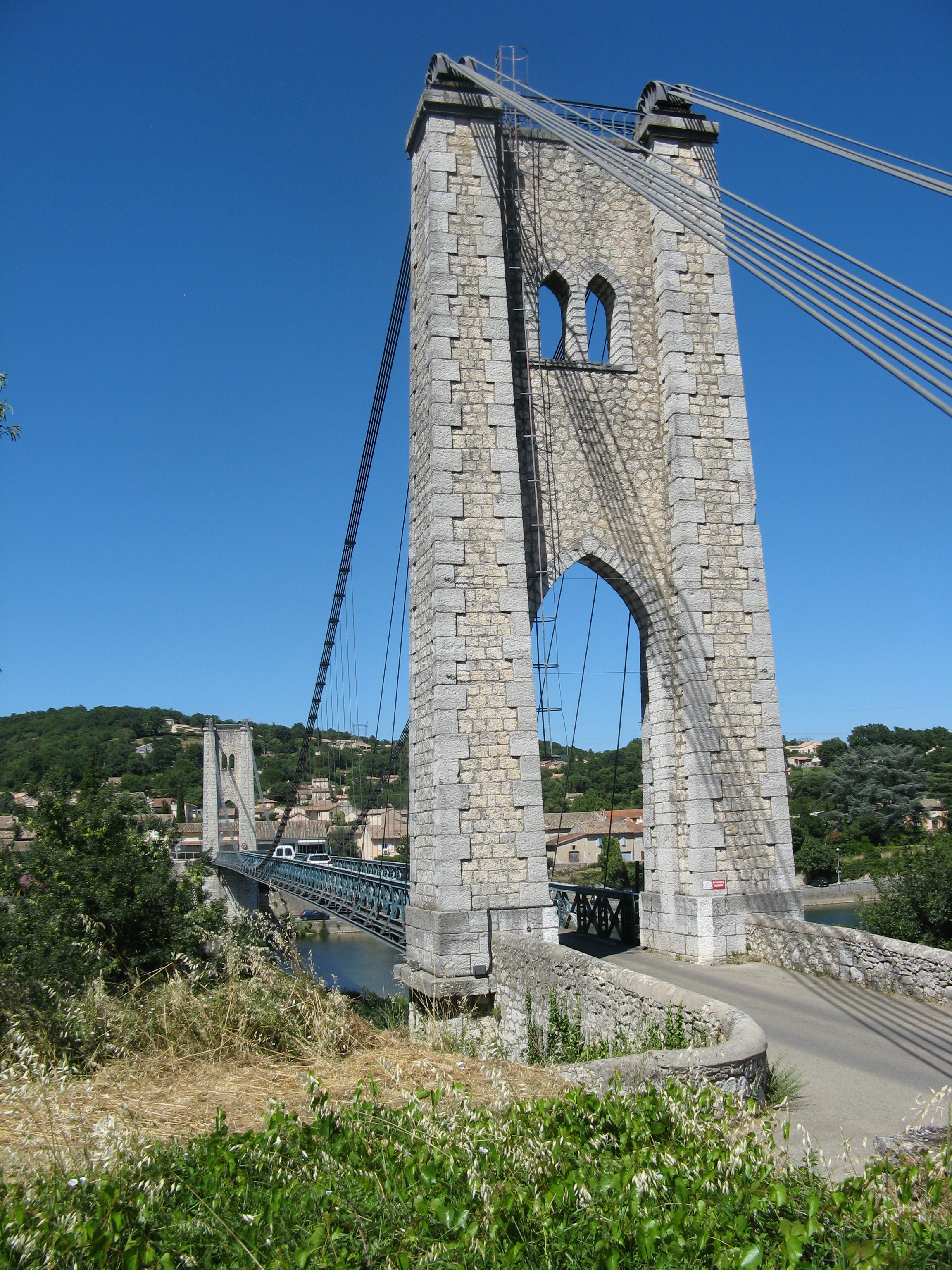
Le pont suspendu.
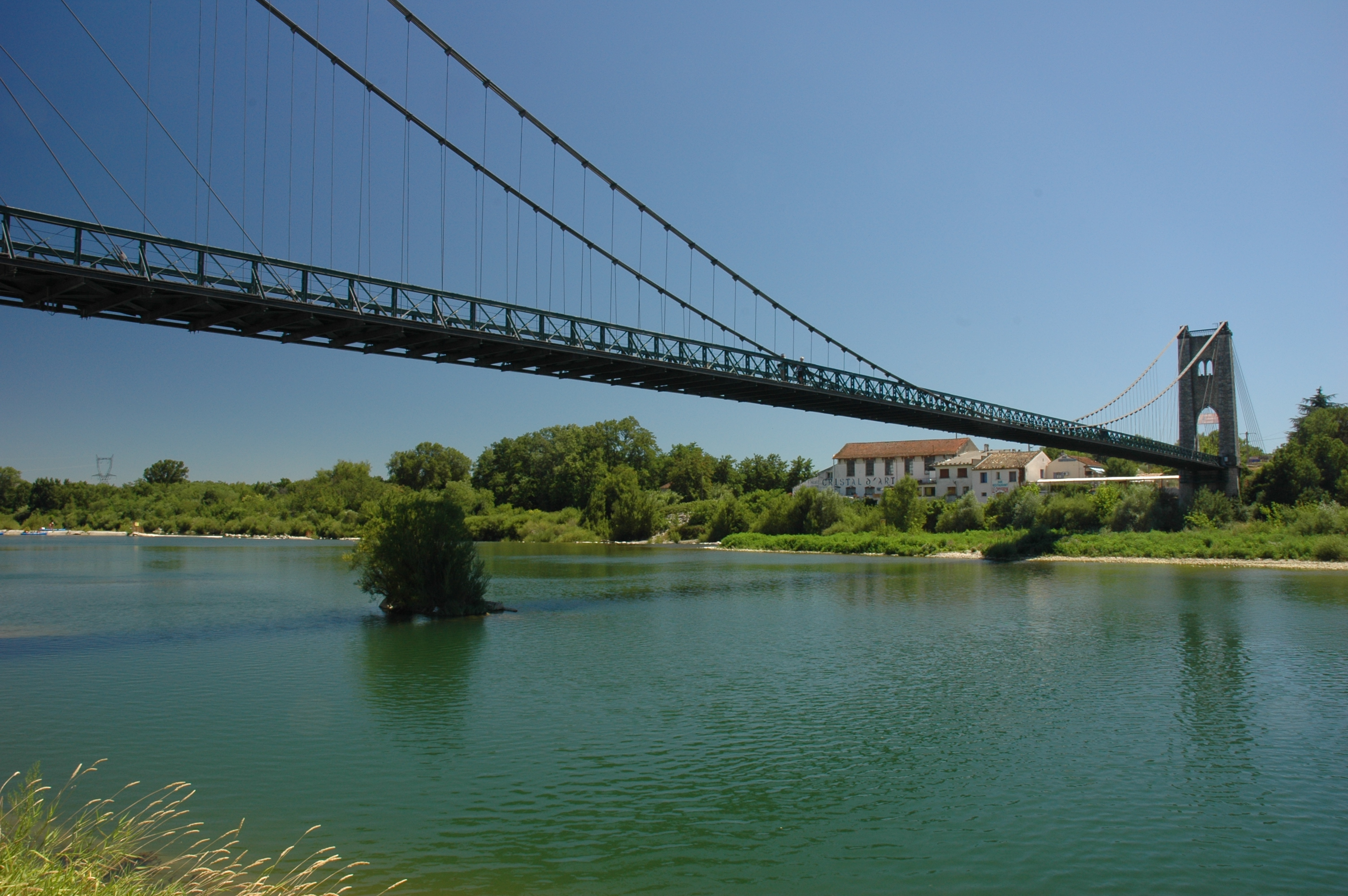
Le pont suspendu au-dessus de l'Ardèche.
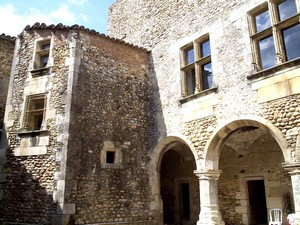
Château du Bosquet.
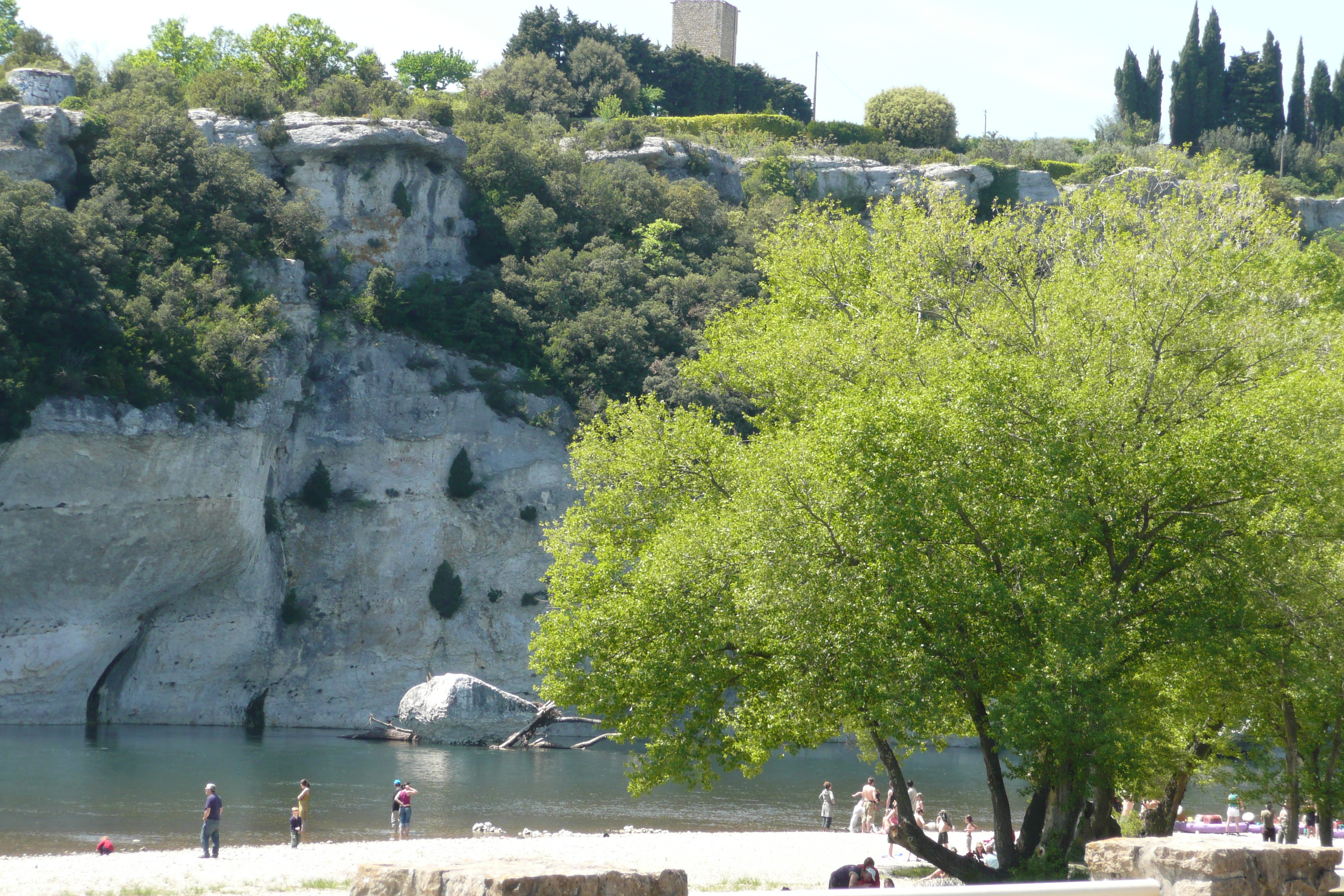
Les gorges de l'Ardèche à Saint-Martin.
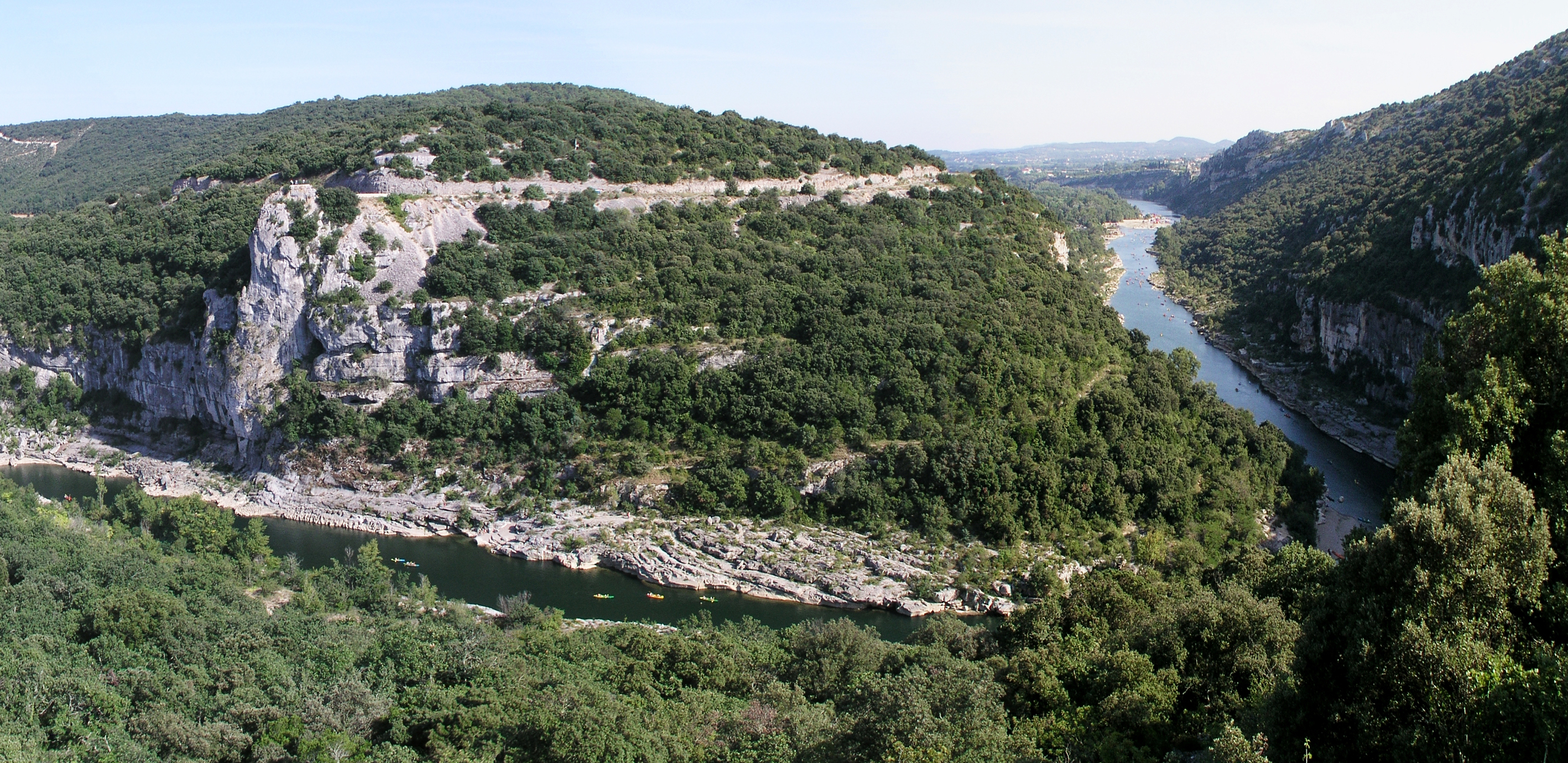
Le Ranc Pointu et l'Ardèche.
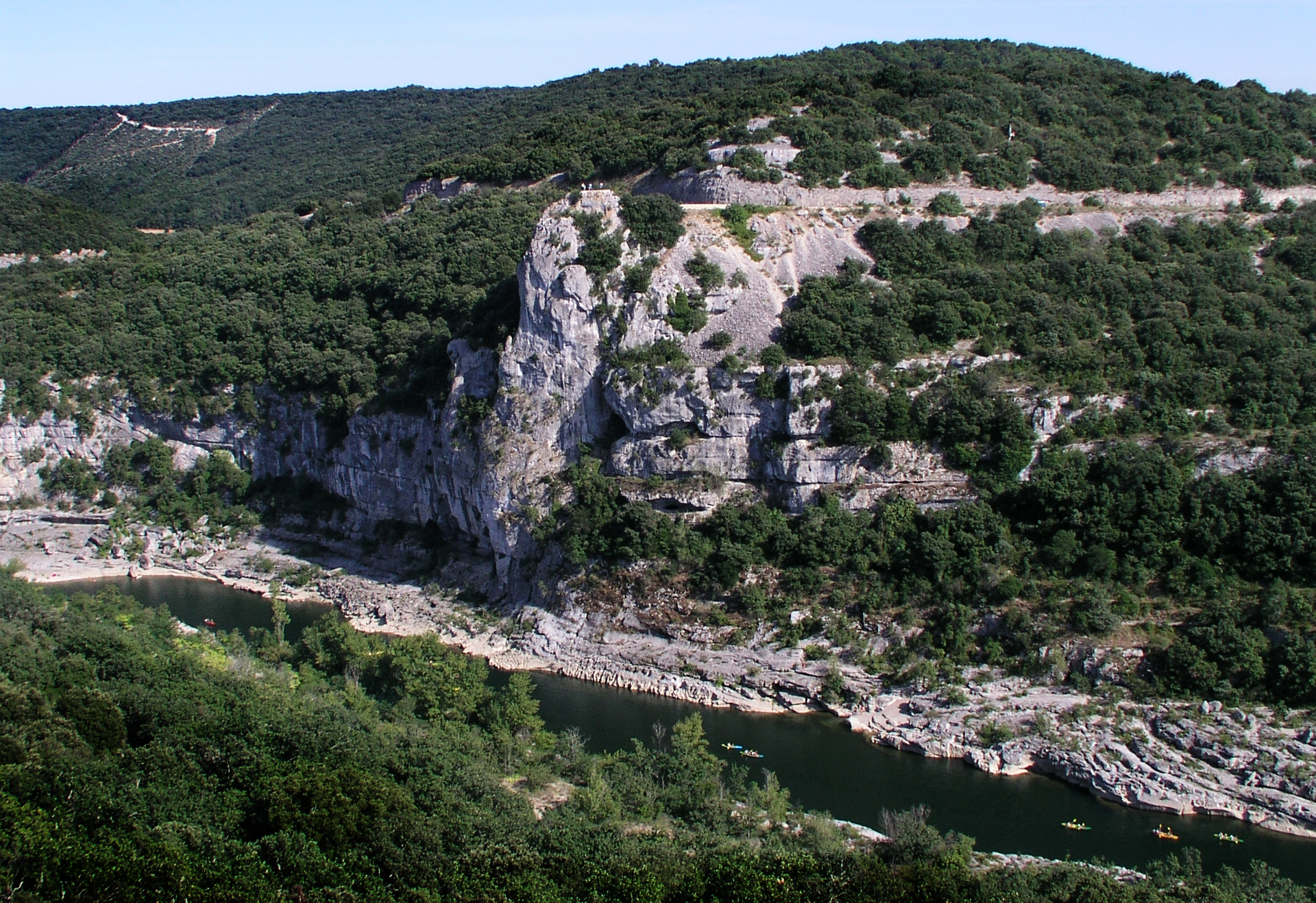
Le Ranc Pointu dominant l'Ardèche.
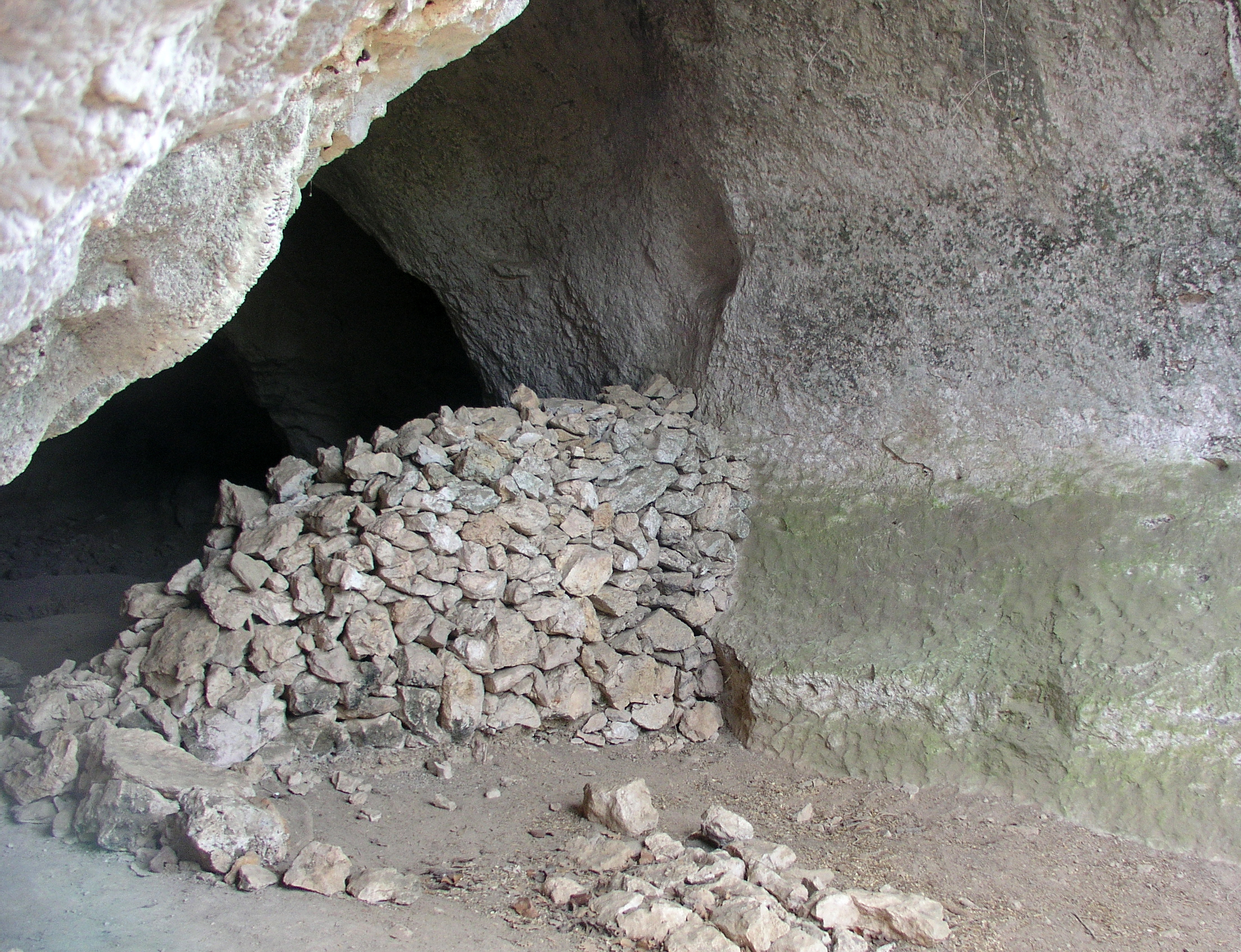
Entrée de la grotte Huchard.
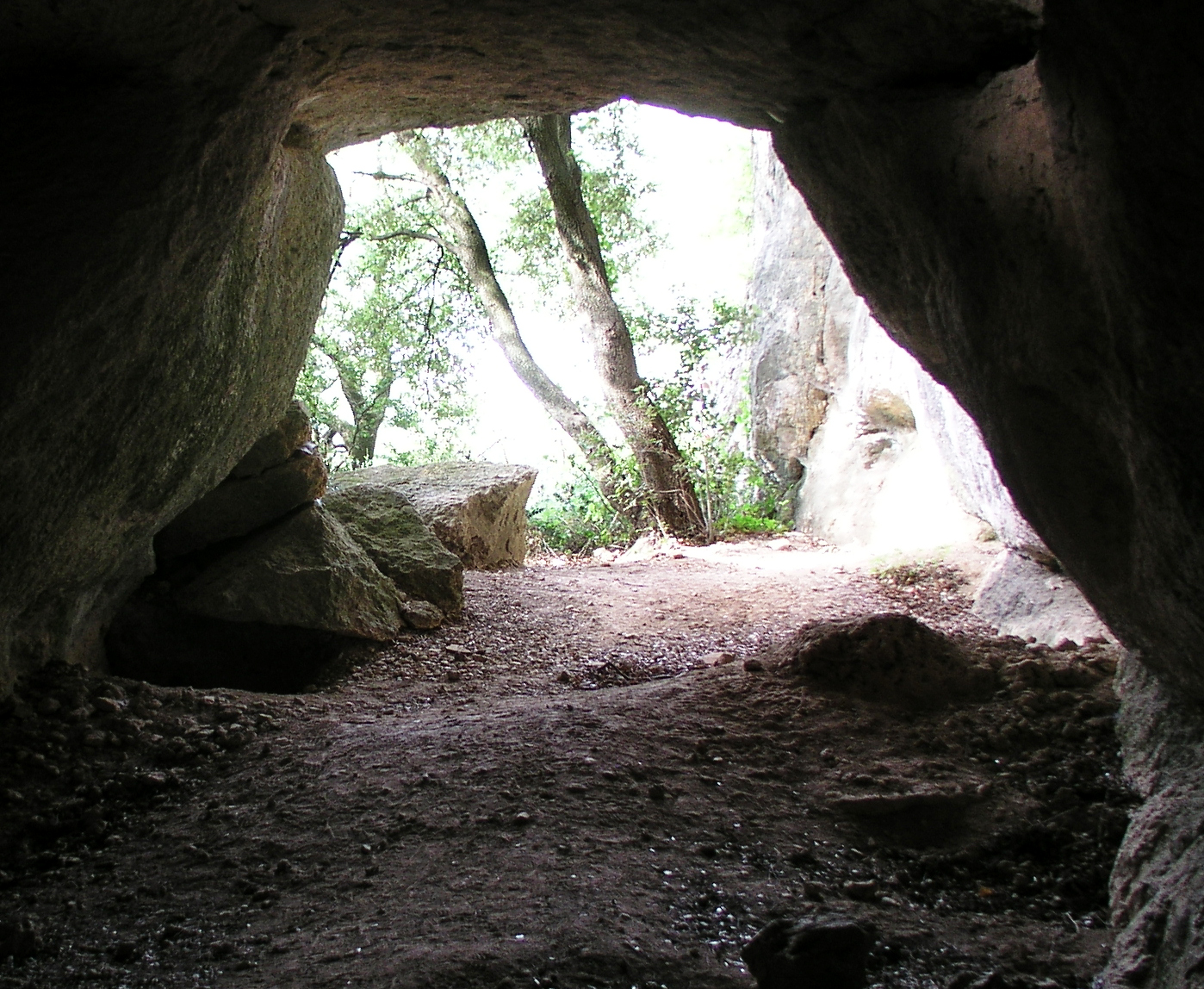
Intérieur de la grotte des Deux Ouvertures.

### Personnalités liées à la commune
- Les artistes surréalistes Leonora Carrington et Max Ernst ont vécu entre 1938 et 1941 dans le village et ce dernier y possédait un vignoble[19].
- L’accordéoniste André Chabot, musicien renommé, ami d’Yvette Horner et Marcel Azzola, a vécu dans le village de 1995 à 2014